# Château de Charmes-sur-l'Herbasse
Le château de Charmes-sur-l'Herbasse est situé à Charmes-sur-l'Herbasse dans le département français de la Drôme en région Auvergne-Rhône-Alpes.
L'édifice occupe une position typique des constructions féodales : il surplombe la vallée de l'Herbasse afin d'assurer surveillance et défense du territoire.

## Situation et accès
Le château de Charmes-sur-l'Herbasse est situé dans la commune du même nom. Érigé au nord du bourg qu'il domine, il offre une belle vue sur la région naturelle de la Drôme des collines, à environ 25 kilomètres au nord de Valence.
Le site est accessible à pied ou en voiture par une petite route qui monte en lacet, dénommée route du château.

## Historique

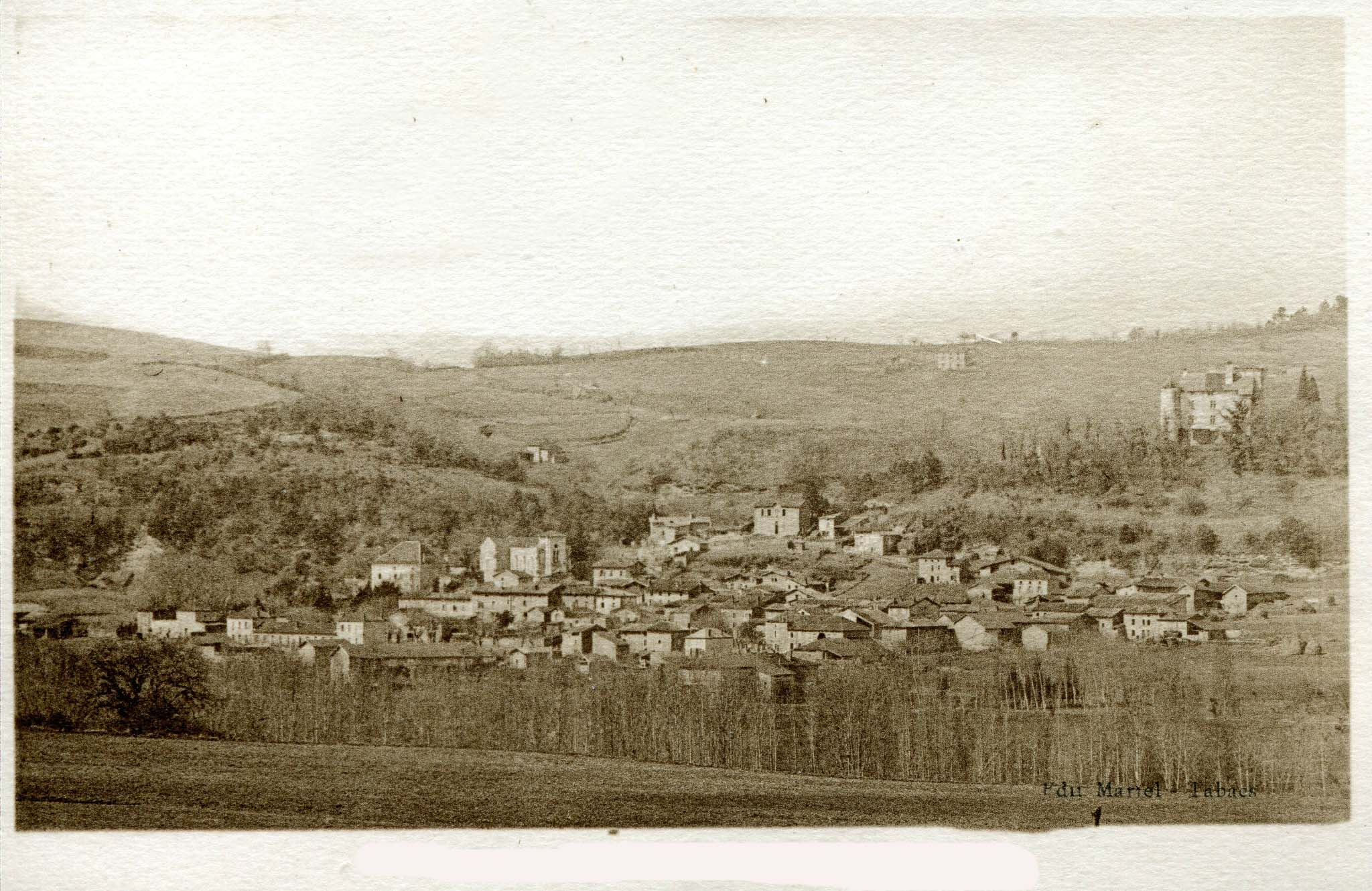
Le château (à droite de la photo) et le village de Charmes au début du XXe siècle.

Le château fut construit au XIe siècle sur l'emplacement supposé d'une tour en bois et d'une enceinte édifiée au Xe siècle. Il appartint à la famille de Nerpol au XIIIe siècle et au début du XIVe siècle.
En 1340, Aymare de Nerpol épousa Jordan II de Batarnay ; leur fils Joachim hérita en 1406 de son grand-père maternel du château de Charmes. À la fin du XIVe siècle et au début du XVe siècle, le château a appartenu à Imbert de Batarnay (1438?-1523), qui y serait né et y séjourna dans sa jeunesse. Selon la tradition, c’est vers 1455, près du château de Charmes, alors qu’il était adolescent, qu’il rencontra le dauphin, futur Louis XI (1423-1483). Celui-ci le prit à son service. Après être devenu roi en 1461, Louis XI fit d’Imbert de Batarnay son chambellan. Le roi facilita le mariage d'Imbert de Batarnay avec Georgette de Montchenu, union célébrée à Charmes en avril 1463. Imbert de Batarnay conserva la faveur des successeurs de Louis XI : il fut un conseiller très influent des rois Charles VII, Louis XII et François Ier . 
À la Renaissance, des travaux ont été entrepris pour transformer le petit château fort de Charmes en un agréable manoir Renaissance. Les vieilles ouvertures ont été murées, de larges fenêtres à meneaux ont été percées et des portes ont été créées au rez-de-chaussée. L'intérieur a été réaménagé et la répartition des niveaux de plancher a été modifiée.
Au milieu du XVIIe siècle, Jacques Coste, premier président du Dauphiné au parlement de Grenoble, devient propriétaire de Charmes et obtient en 1652 que cette terre soit érigée en comté. Sous son impulsion, l'intérieur du château est réaménagé, des cheminées de marbre de style classique sont notamment installées dans les pièces du premier étage et du deuxième étage. À la même époque, un décor en grisaille est peint dans le petit oratoire du deuxième étage. Il comporte les blasons accolés de Jacques Coste et de son épouse Marie-Françoise de Simiane. L'un et l'autre devaient être appréciés des habitants de Charmes car Jacques Coste et son épouse « ont eu près du tiers des enfants de Charmes pour filleuls ».
Au XVIIIe siècle, des bassins sont creusés dans les jardins ; ils sont alimentés ainsi que le nymphée par tout un système de captation et d'acheminement des eaux provenant d'une source située à 1,6 kilomètre en amont en direction de Saint-Mury. Pendant la Révolution, aucune dégradation n'est commise au château. 
Au XIXe siècle, certaines parties du monument sont refaites en néogothique : l'encadrement d'une porte extérieure au rez-de-chaussée de la façade ouest, la rampe d'appui de l'escalier en pierre sculptée ; les boiseries et volets intérieurs de certaines pièces... Entre le premier et le deuxième étage est créé un remarquable escalier néogothique en bois qui, par chance, n'a pas été vandalisé lors de la période d'abandon du château dans les années 2000. 
Pendant la guerre de 1870, le propriétaire du château, Auguste de Beugny d'Hagerue (1833-1892), qui avait combattu au début du Second Empire en Crimée et en Italie, commande en tant que capitaine puis chef de bataillon dans la garde mobile, des troupes de la région dans des combats pour défendre Paris. À la fin du XIXe siècle et jusqu'en 1943, de nombreux propriétaires se succèdent : Reverdy ; Gayet ; de Saint-Étienne ; Poncelet ; Allut ; de Blesson. Le château retrouve une stabilité avec le baron Marc Demarçay (1893-1979) qui le possède de 1943 jusqu'à son décès. 
Dans les années 1980, le château a connu quelques interventions peu heureuses, certaines peintures faux marbre, comme celles de l'escalier de pierre, ayant été couvertes de peinture unie, et le dallage de la cuisine ayant été refait avec du ciment. L'édifice a cependant été inscrit à l'inventaire supplémentaire des monuments historiques en 1986. À partir de l'an 2000, et pendant environ treize ans, le château, inhabité, a été squatté ; ses intérieurs ont été dégradés, ses murs tagués, ses éléments décoratifs volés, certaines de ses cheminées démontées, les tommettes de certains sols arrachées. 
En 2017, Nicolas Chenivesse, âgé de vingt ans, est devenu propriétaire du château, avec un associé jusqu’en 2022, et il a entrepris la restauration de l'édifice, aidé par des bénévoles. Les toitures des tours et du donjon ont été réparées. La plus grande partie intérieure du château a été restaurée et meublée avec des objets anciens. Le nouveau propriétaire a pu racheter certains éléments authentiques, comme une porte richement sculptée provenant du grand salon ; on lui a aussi remis des éléments qui avaient été enlevés du château, comme le buste considéré comme celui de Pierre de Ronsard, provenant de la cheminée du grand salon. Des boiseries et des portes volées ont été sculptées à l'identique ; des cheminées anciennes ont été réinstallées à l'emplacement de celles qui avaient été démontées. À l'extérieur, les bassins ont été remis en état et le parc a été aménagé : des allées sablées ont été tracées ; on a planté des buis et des rosiers anciens. Un bassin quadrilobé, orné de têtes de lions, moulé sur un modèle de la Renaissance italienne, a été installé dans le jardin sud. 
Ce domaine privé est ouvert à la visite et des animations y sont régulièrement organisées.

## Description

### Extérieurs
Le château a la forme d'un quadrilatère, couvert d'une toiture de tuile hérissée de cheminées. Contre la façade nord est accolé le donjon, dont la toiture forme une avancée. La base de ce donjon est entourée d'une construction de maçonnerie talutée surmontée d'une terrasse et abritant un nymphée. La façade sud, percée de six fenêtres dont quatre sont munies chacune d'un meneau et d'une traverse, est encadrée de deux tours rondes coiffées d'une toiture conique. Dans le donjon, on ne peut accéder qu'au deuxième étage car le rez-de-chaussée et le premier ont été condamnés pour une raison inconnue. Des souterrains aujourd'hui en grande partie effondrés datent probablement du XIVe siècle. Avec des murs qui ont près de trois mètres d’épaisseur à la base et qui s’enfoncent à six mètres dans le sol, cet édifice est une construction solide défiant le temps .
Son aspect général a été peu modifié. Les transformations les plus importantes portent sur les ouvertures et les toitures. On remarque sur la façade sud les traces d'une porte et d'une fenêtre à hauteur du premier étage au-dessous des armoiries des Nerpol, encore très lisibles, sculptées en bas-relief : d'argent à la bande de gueules, au chef d'azur chargé de clés d'or en sautoir. Elles sont surmontées d'un heaume. Les Nerpol possédaient le château au XIIIe siècle et au début du XIVe siècle.

Galerie de photos
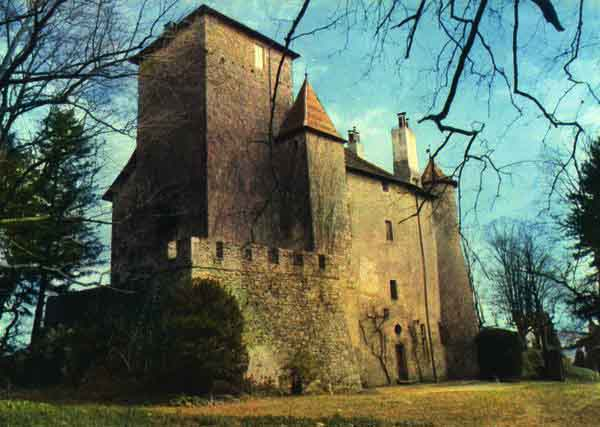
Façades nord et ouest du château depuis le parc.
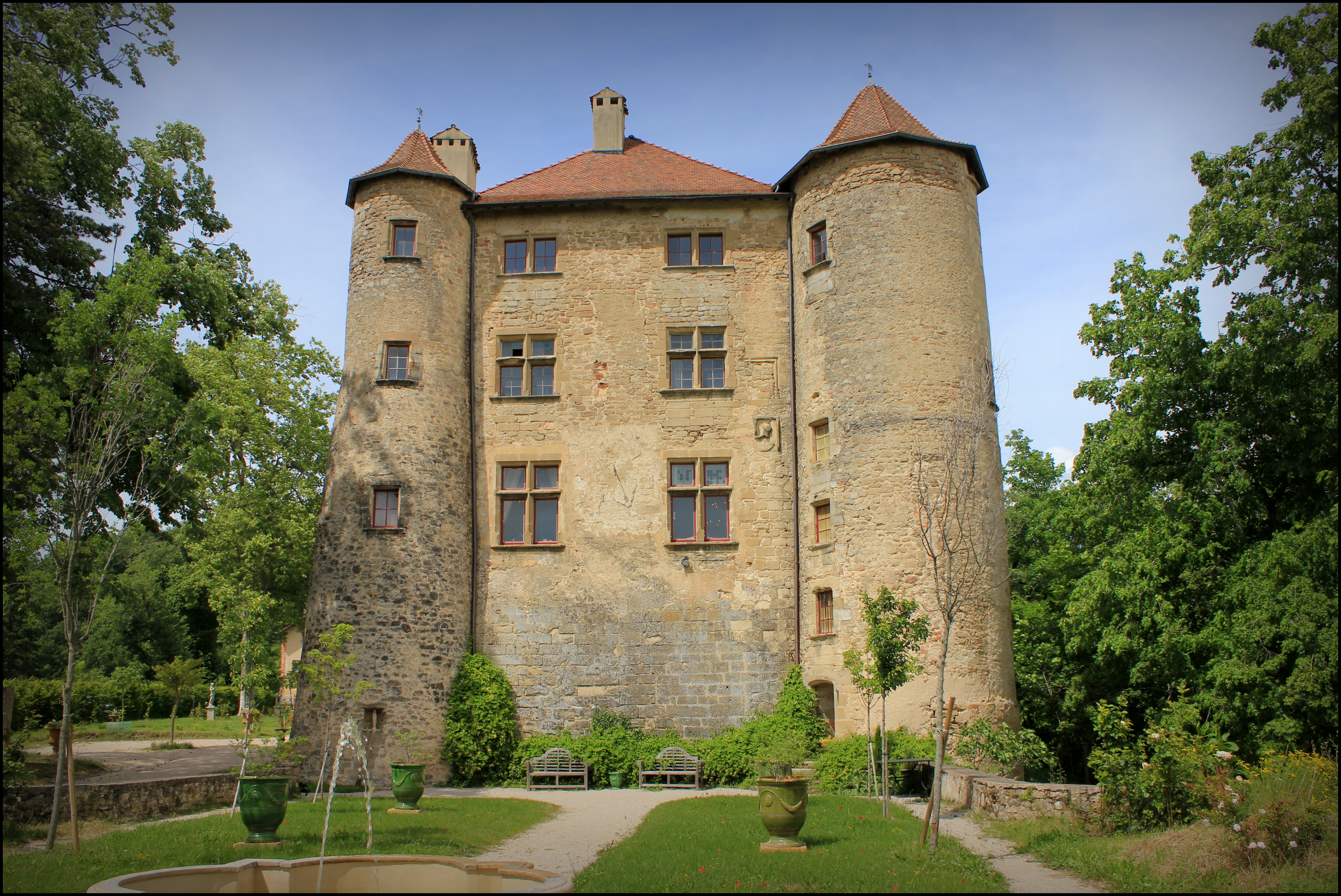
Façade sud du château, depuis le parc. Au premier plan, le bassin inspiré de la Renaissance italienne.
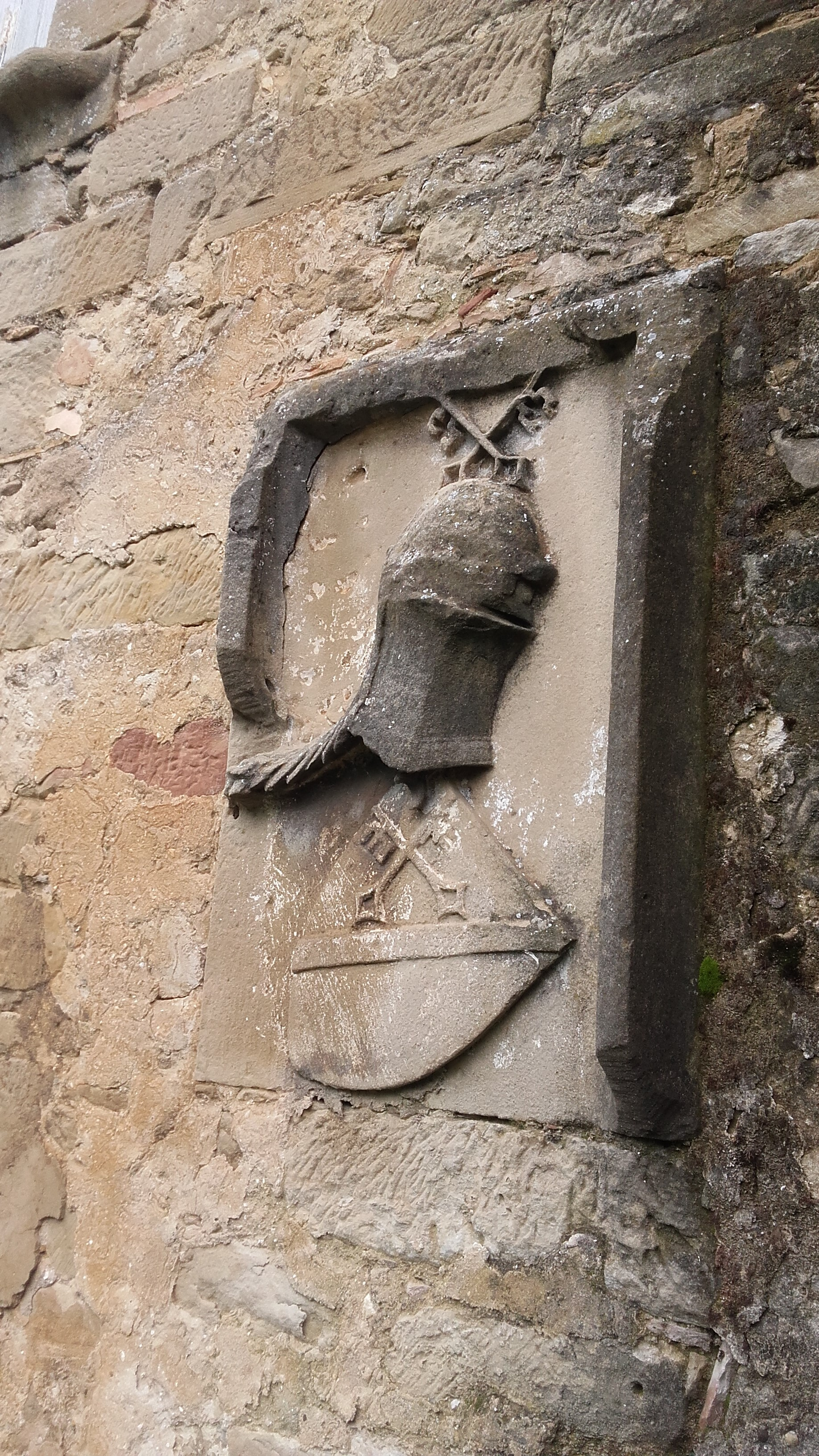
Blason des Nerpol, façade sud.

### Intérieurs
À l'intérieur, le rez-de-chaussée comporte notamment une salle à manger dotée d'une cheminée sculptée d'un écusson sur lequel sont peintes les armoiries : d'azur aux besants d'or. La pièce est munie de volets intérieurs sculptés de serviettes et elle est lambrissée de boiseries du XIXe siècle, également sculptées de serviettes. Au même niveau, la cuisine possède une vaste cheminée. Le grand escalier, à rampe d'appui néogothique en pierre sculptée, mène au premier étage ; il est éclairé d'une fenêtre dont les vitraux s'ornaient initialement, en bas, des armoiries des dauphins d'Auvergne (d'or, au dauphin pâmé d'azur) qui ont été volées dans les années 2000. En haut de la fenêtre figurent d’autres armoiries, que leur emplacement a préservées du vol : celles de la famille de Savoie (de gueules à la croix d'argent). Ce blason rappelle qu’un petit-fils d’Imbert de Batarnay, René de Batarnay, capitaine du Mont-Saint-Michel, devenu plus tard gentilhomme de la chambre du roi, a épousé vers 1530 Isabeau de Savoie.
Au premier étage, la pièce la plus remarquable est le grand salon, doté d'une magnifique cheminée dans le goût Renaissance. Ses boiseries sont richement sculptées, de part et d'autre du foyer, d'un personnage en buste que semble dévorer une tête de loup, sous laquelle est attachée une chute de fruits. Au-dessus du foyer figure un personnage féminin aux jambes végétalisées, volé pendant l'abandon du château et refait à l'identique après 2017, ainsi qu'un grand médaillon ovale de feuilles de chêne nouées par des rubans au milieu duquel figure le profil sculpté en pierre d'un homme en buste, lauré, drapé à l'antique. Les extrémités de cette partie supérieure de la cheminée sont sculptées de chutes de fruits attachées à des rubans. 
Au même étage, le petit salon comporte, sur la partie inférieure des murs, un lambris dont les manques ont été restitués après 2017 ; le reste des murs est tendu de soieries vertes posées en 2021. À la place de la cheminée, volée lors de l'abandon du château, a été installée une cheminée de marbre blanc veiné de gris, de style Louis XV, provenant d'un appartement de Genève. À cet étage se trouve aussi une chambre d'apparat entièrement lambrissée, dotée d'une cheminée de marbre. Il s'y trouve également un boudoir, tendu d'un papier peint aux paons perchés sur des arbustes, de fabrication anglaise, posé après 2017. La cheminée, volée, a été remplacée par une cheminée de pierre blanche du XVIIIe siècle.
Au deuxième étage, plusieurs pièces ne sont pas encore restaurées après leur vandalisation au début du XXIe siècle. Quant à l'oratoire, situé dans le donjon, il s'orne de peintures du XVIIe siècle : des rinceaux végétaux en grisaille, et les armoiries de Jacques Coste, à bandes d'argent et de sable, et de son épouse Marie-Françoise de Simiane (d'or semé de fleurs de lys et de tours d'azur alternées), sous une couronne de comte. Le retable en bois muni d'un tabernacle, qui avait été créé pour cet oratoire, a été déposé au musée diocésain d'Art Sacré de Mours-Saint-Eusèbe ; le nouveau propriétaire du château espère qu'il sera restitué au château pour reprendre place dans l'oratoire. Un tableau du XVIIe siècle représentant saint Sébastien, spécialement peint pour l'oratoire du château, est exposé dans l'église Saint-Alban de Charmes-sur-l'Herbasse, située en contrebas du château.
Le troisième étage du château est divisé en chambres qui étaient habitées par les domestiques ; le mobilier installé après 2017 évoque cet usage. 

Galerie de photos
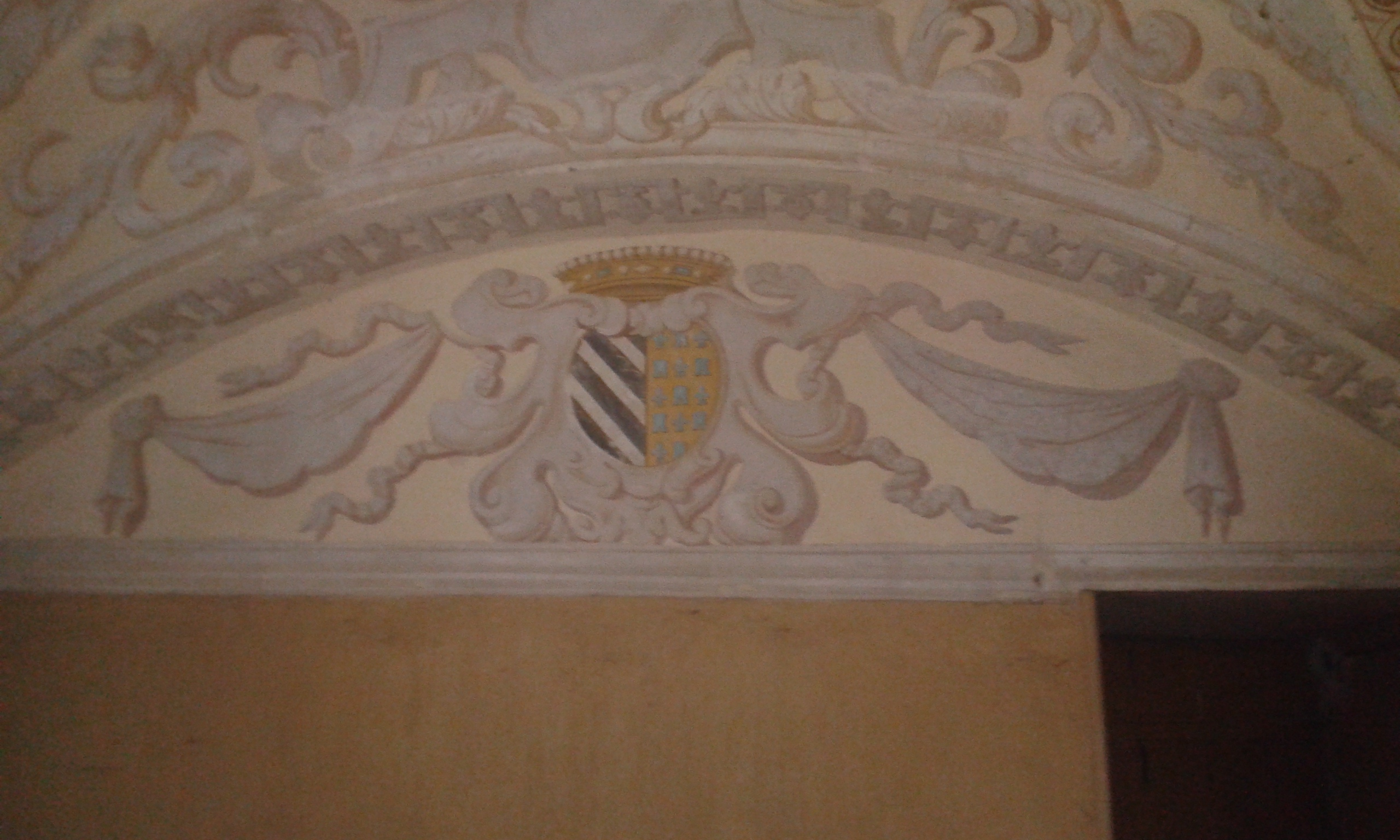
Blasons accolés de Jacques Coste et de son épouse, dans l'oratoire.
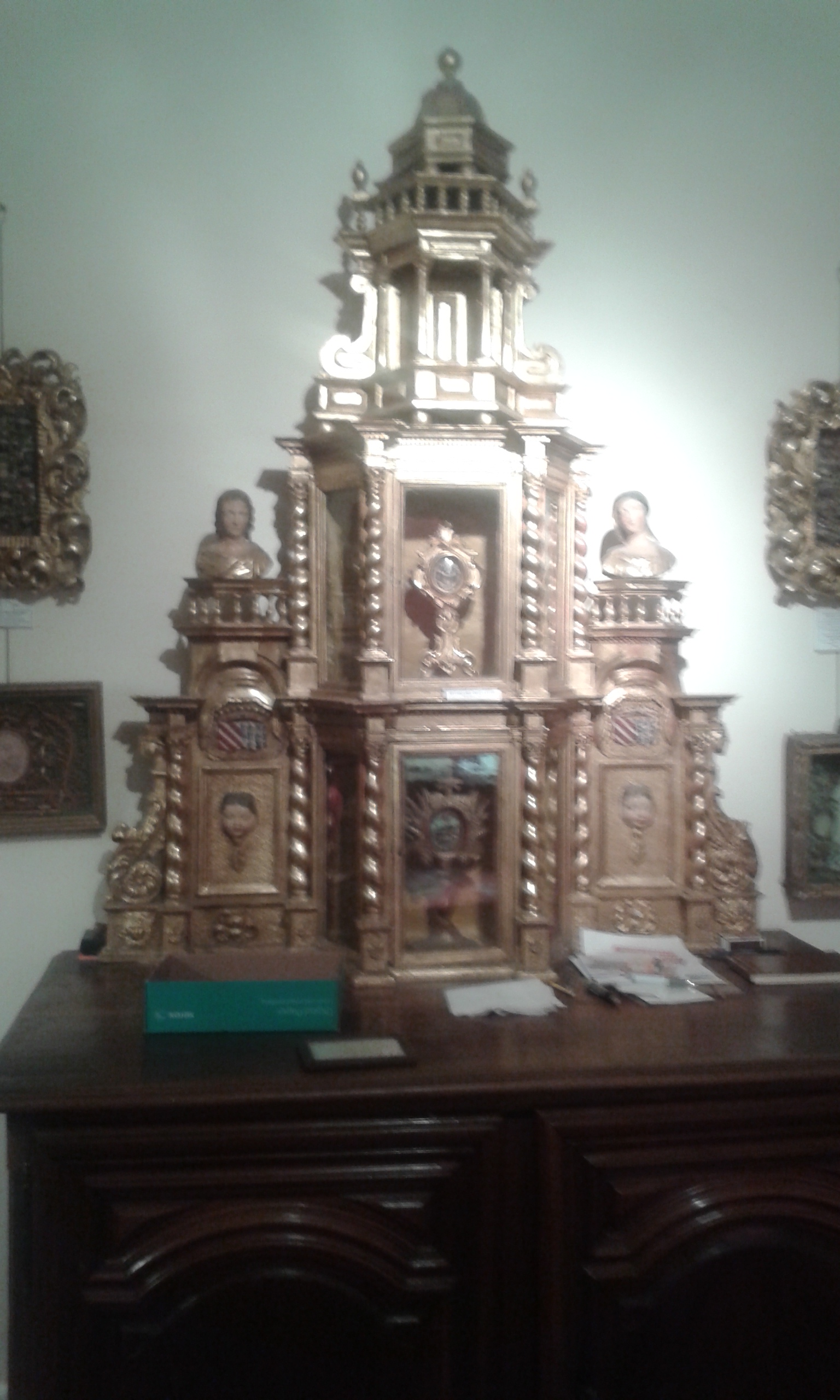
Retable en bois du château, vu de face.
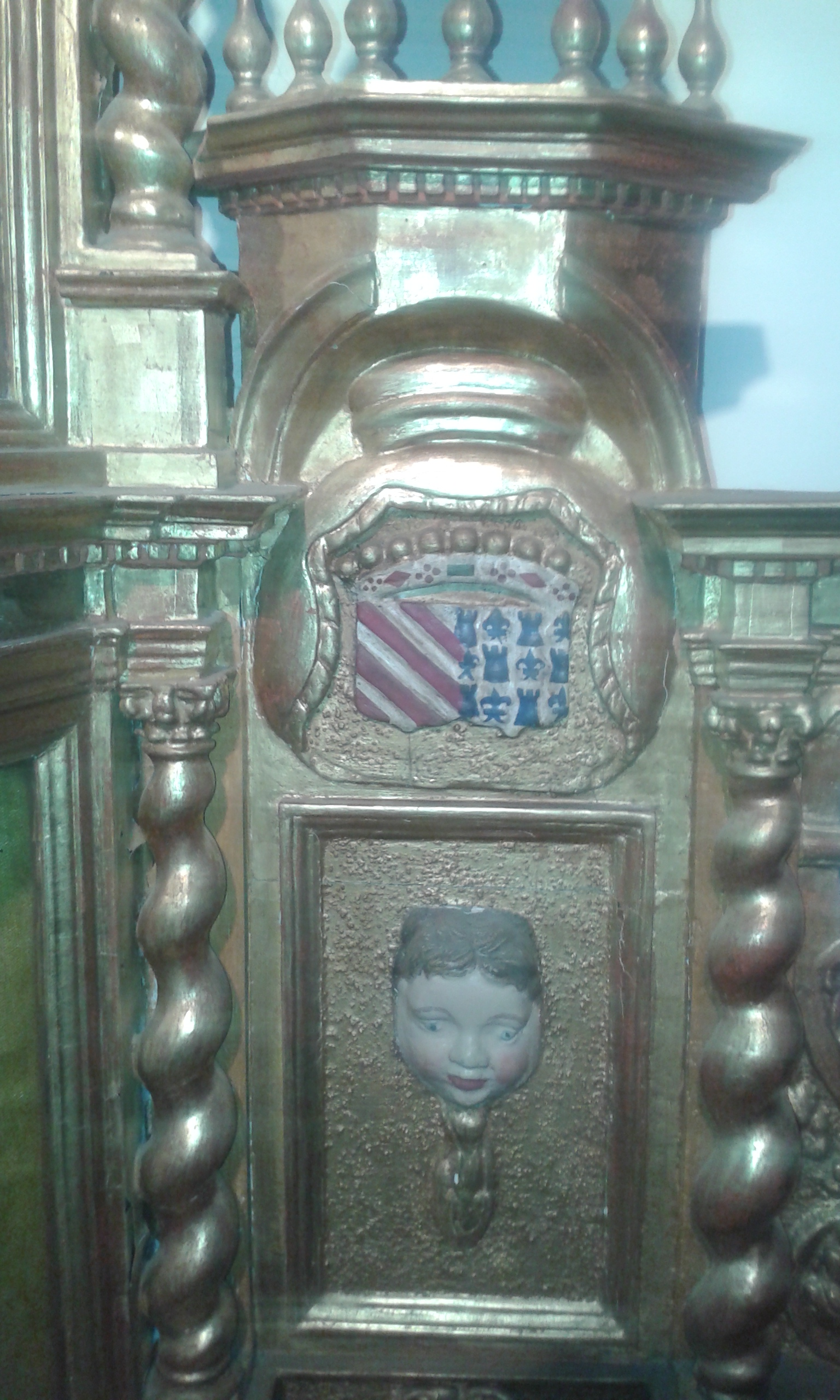
Sur le retable : blasons de Jacques Coste et de son épouse.
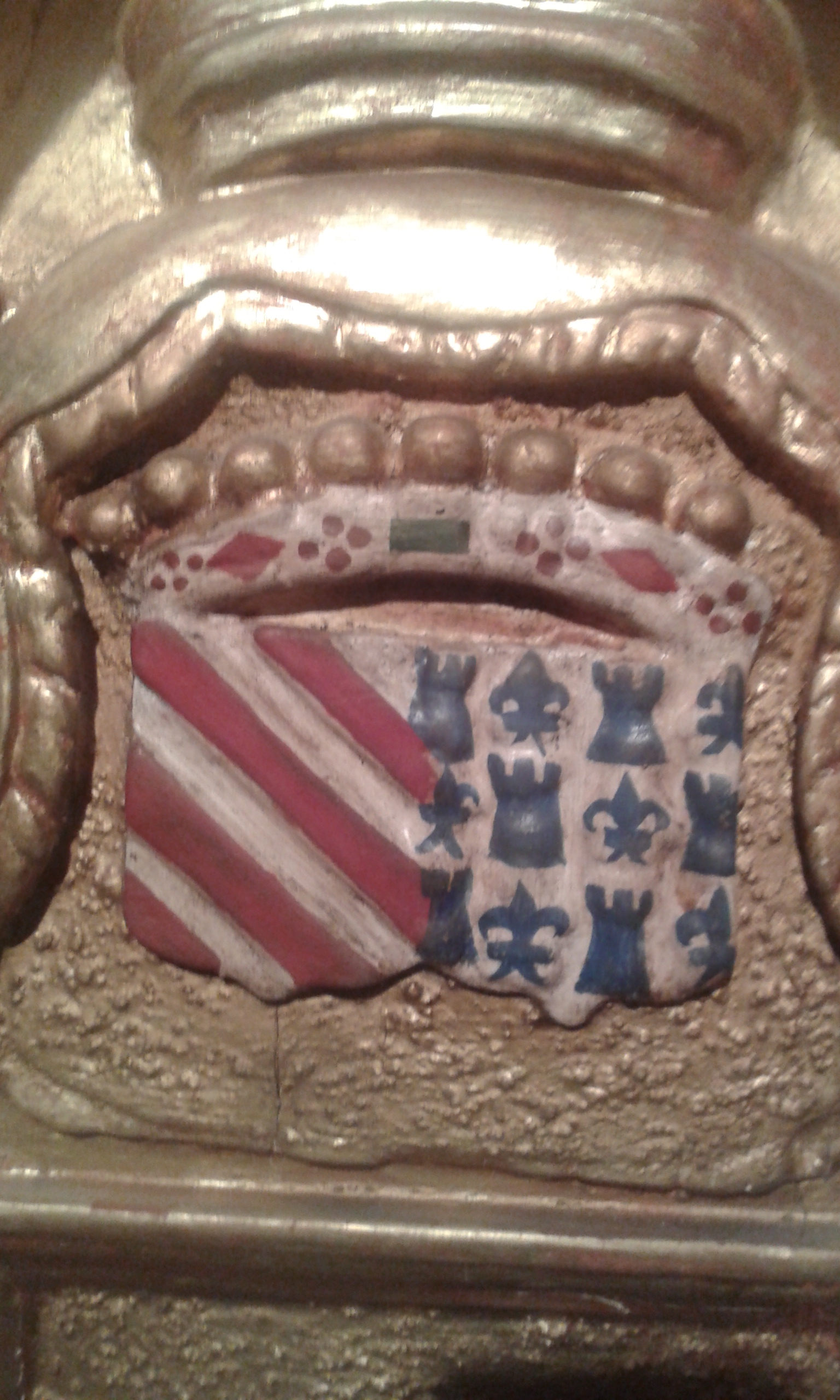
Blasons de Jacques Coste et de son épouse.
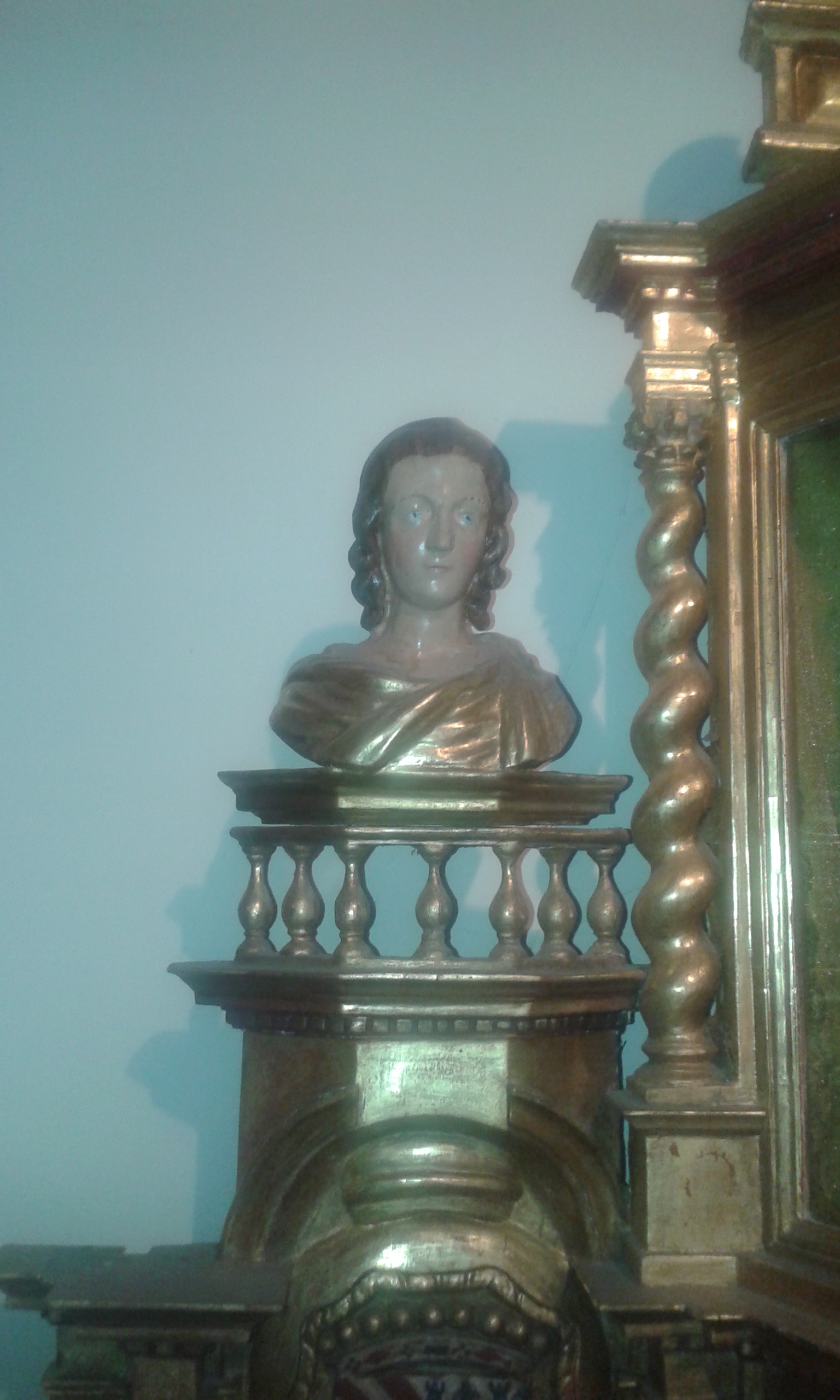
Buste en bois figurant sur le retable.
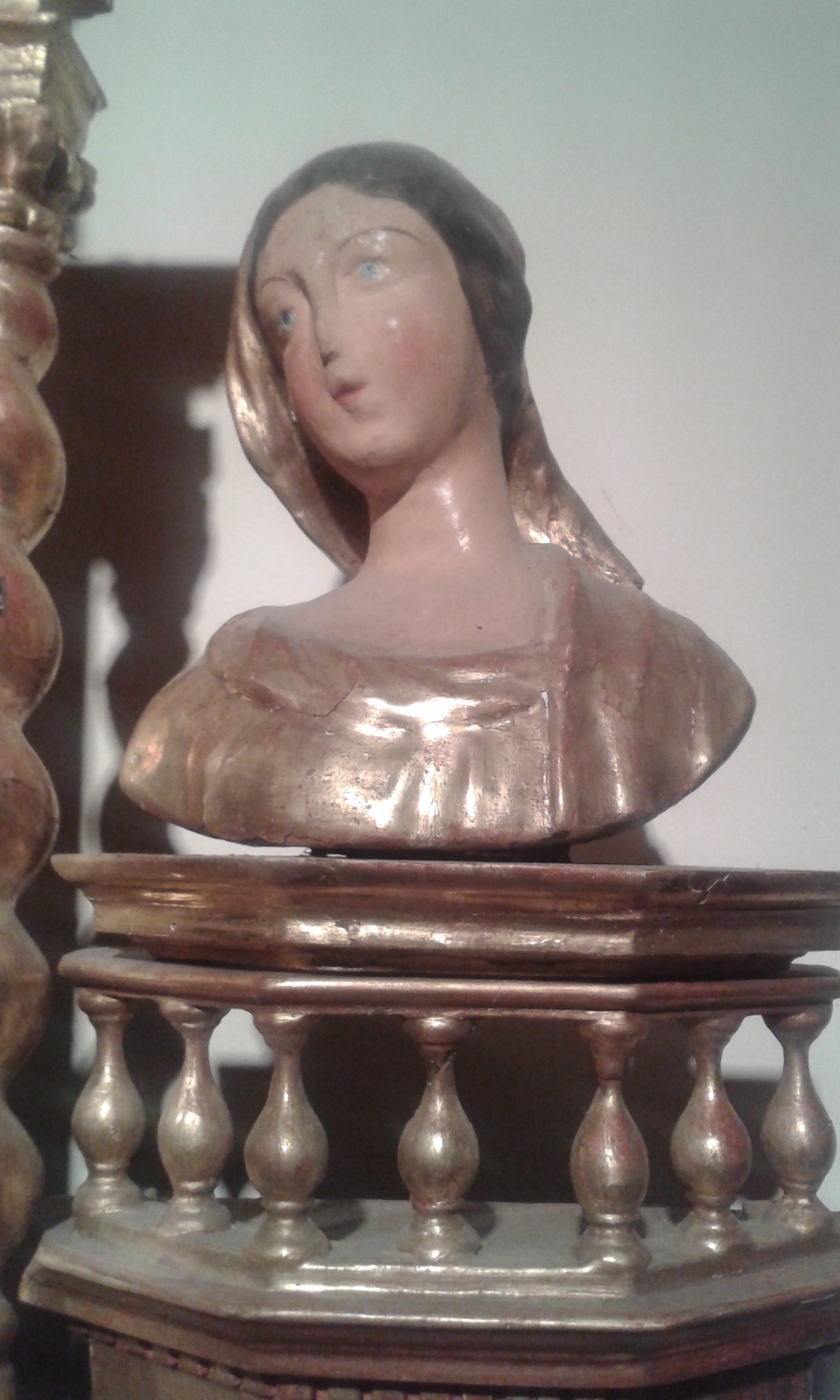
Buste en bois figurant sur le retable.
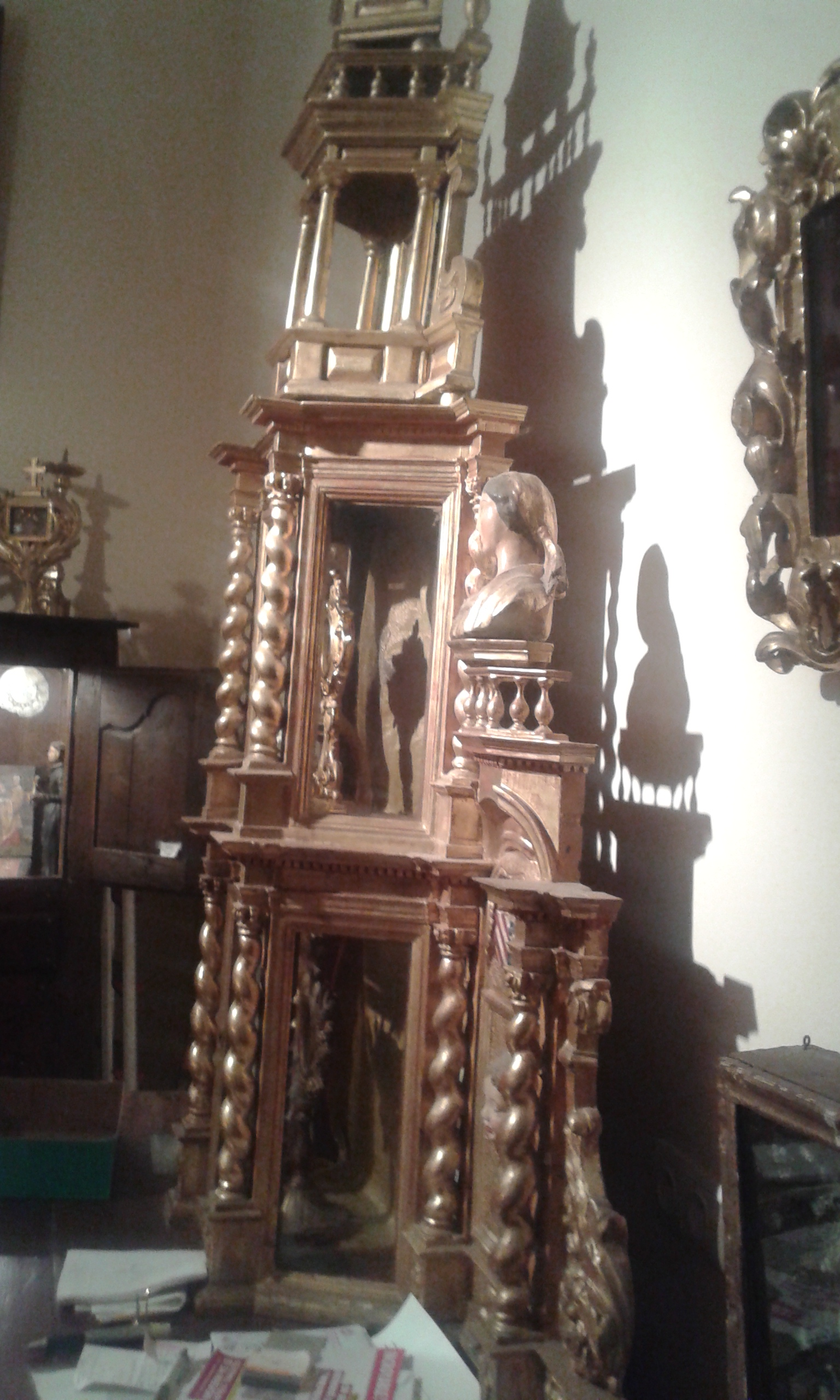
Retable en bois du château, vu de côté.